# Thomas Fisher
Tom Fisher (også kendt som Thomas Fisher , født i 1968 i Camden, London i Storbritannien) er en britisk skuespiller. Han er muligvis bedst kendt for at have spillet rollen som Arthur Conan Doyle i komedie-kampsportsfilmen Shanghai Knights fra 2003 med Jackie Chan og Owen Wilson i hovedrollerne. Han har også optrådt i film som Van Helsing, Mumien vender tilbage, Illusionisten og Cassandra's Dream.